# Orygmophora mediofoveata
Orygmophora mediofoveata là một loài bướm đêm trong họ Noctuidae.